# Дубовський Борис Григорович
Борис Григорович Дубовський (17 лютого 1919, Харків — 21 березня 2008, Обнінськ, Калузька область, Російська Федерація) — радянський фізик, доктор технічних наук, професор, спеціаліст в галузі ядерної енергетики. Засновник служби дозиметричного контролю на атомних реакторах у СРСР. Лауреат двох Сталінських премій.

## Життєпис
У 1940 закінчив Харківський університет, навчався на кафедрі К. Д. Синельникова. Після закінчення університету деякий час працював у Харківському фізико-технічному інституті.
Брав участь у німецько-радянській війні, був поранений та отримав інвалідність.
У 1944—1953 рр. працював в Інституті атомної енергії (Москва). Брав участь у створенні систем дозиметричного контролю, радіаційного захисту та системи управління першим в СРСР дослідницьким реактором Ф-1. У 1948 р. брав участь у пуску першого промислового уран-графітового реактора А на Комбінаті № 817 (сучасне НВО «Маяк», Озерськ, РФ).
У 1952—1953 рр. був науковим керівником заводу «А» з виробництва збройового плутонію на об'єкті 817.
У 1953—1991 рр. працював начальником відділу у Фізико-енергетичному інституті (Обнінськ). У 1958 р. був призначений керівником створеної на базі ФЕІ Центральної галузевої лабораторії ядерної безпеки. Керував розробленням норм і правил з ядерної безпеки галузевого та загальнодержавного рівнів. У 1958—1977 рр. брав участь у створенні служби із забезпечення ядерної безпеки Міністерства середнього машинобудування СРСР.
Був науковим керівником фізичного запуску Обнінської АЕС (1954), двох реакторів Білоярської АЕС (1963, 1967).
У 1990—1993 — експерт Верховної ради СРСР і Державної Думи РФ з радіаційної екології.
Після того, як Дубовський висловив критику щодо визначення винних у аварії на Чорнобильській АЕС, він був змушений піти на пенсію.
Помер 21 березня 2008 року. Похований в Обнінську на Кончаловському цвинтарі.

### Ставлення до аварії наЧорнобильській АЕС
Дубовський вважав, що персонал станції не винен в аварії, що сталася, яка сталася лише через конструктивні недоліки реактора. Він зазначав, що аварії на Ленінградській АЕС у 1975 р. та ЧАЕС у 1982 р. були репетиціями аварії 1986 року. Першопричиною аварії стало нерозуміння розробниками проекту реактора РБМК-1000 нейтронних процесів і помилки в конструюванні аварійного захисту. Незважаючи на попередні аварії, генеральний конструктор реакторів М. А. Доллежаль та науковий керівник А.П, Александров не внесли зміни в його конструкцію.
Дубовський передав листа М. С. Горбачову, в якому написав: «Несправедливе звалювання на Чорнобильський персонал відповідальності, яке триває, унеможливлює подальший розвиток енергетики — неможливо в майбутньому унеможливити помилки персоналу. Допущені персоналом порушення, за мінімальної відповідності захисту реактора своєму призначенню, звелися б тільки до тижневого простою. Командно-адміністративна навколонаука ввела в оману народ».

### Нагороди та звання
- Сталінська премія 1949;
- Сталінська премія 1951;
- Орден Леніна;
- Орден Вітчизняної Війни II ступеня;
- Орден Трудового Червоного Прапора;
- Орден «Знак Пошани»[2]

### Родина
- Син — Павло Борисович Дубовський, провідний науковий співробітник Обнінського інституту атомної енергетики.